# Zäpfel Kern
Zäpfel Kern ist eine Kinderbuchfigur des deutschen Autors Otto Julius Bierbaum und das deutsche Pendant zu Carlo Collodis Pinocchio. Die Erstausgabe erschien 1905. Bierbaum erzählt die Abenteuer Pinocchios großenteils genau nach, ergänzt durch eigene Passagen. Allerdings entscheidet sich Zäpfel Kern im Gegensatz zu Pinocchio am Ende, ein Kasperle zu bleiben und kein Menschenkind zu werden. Es kommen die gleichen Figuren vor, die jedoch deutsche Namen tragen wie Meister Pflaume, Meister Zorntiegel, Frau Dschemma oder Direktor Fürchterlich. Die Illustrationen stammen von Arpad Schmidhammer.
Anders als der russische Burattino Alexei Tolstois (Puppen, Bücher, Filme, Spiele) ist die Figur heute weitgehend in Vergessenheit geraten bzw. steht im Schatten des Originals.

## Bilder aus der Erstausgabe von 1905

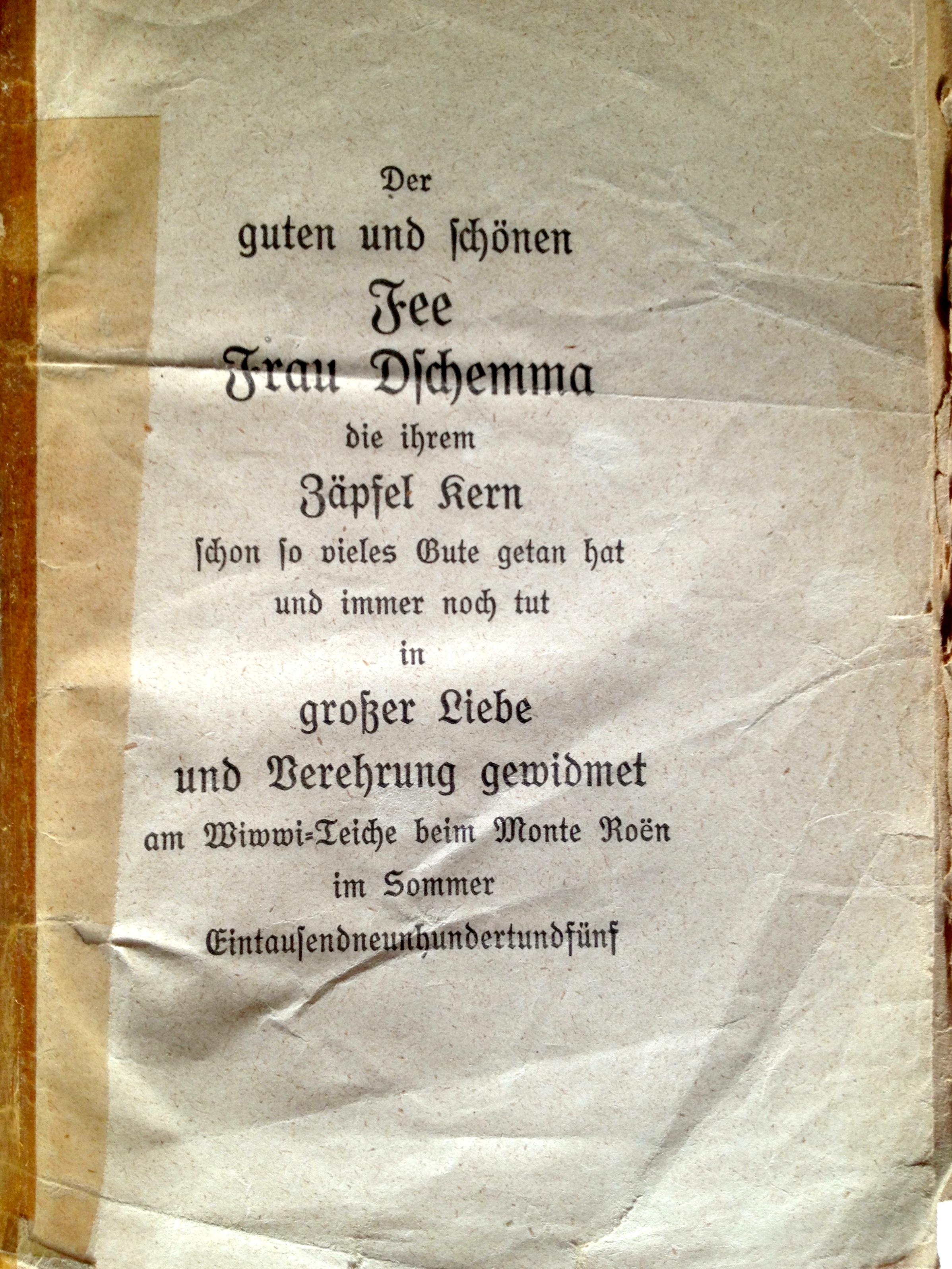
Titelblatt
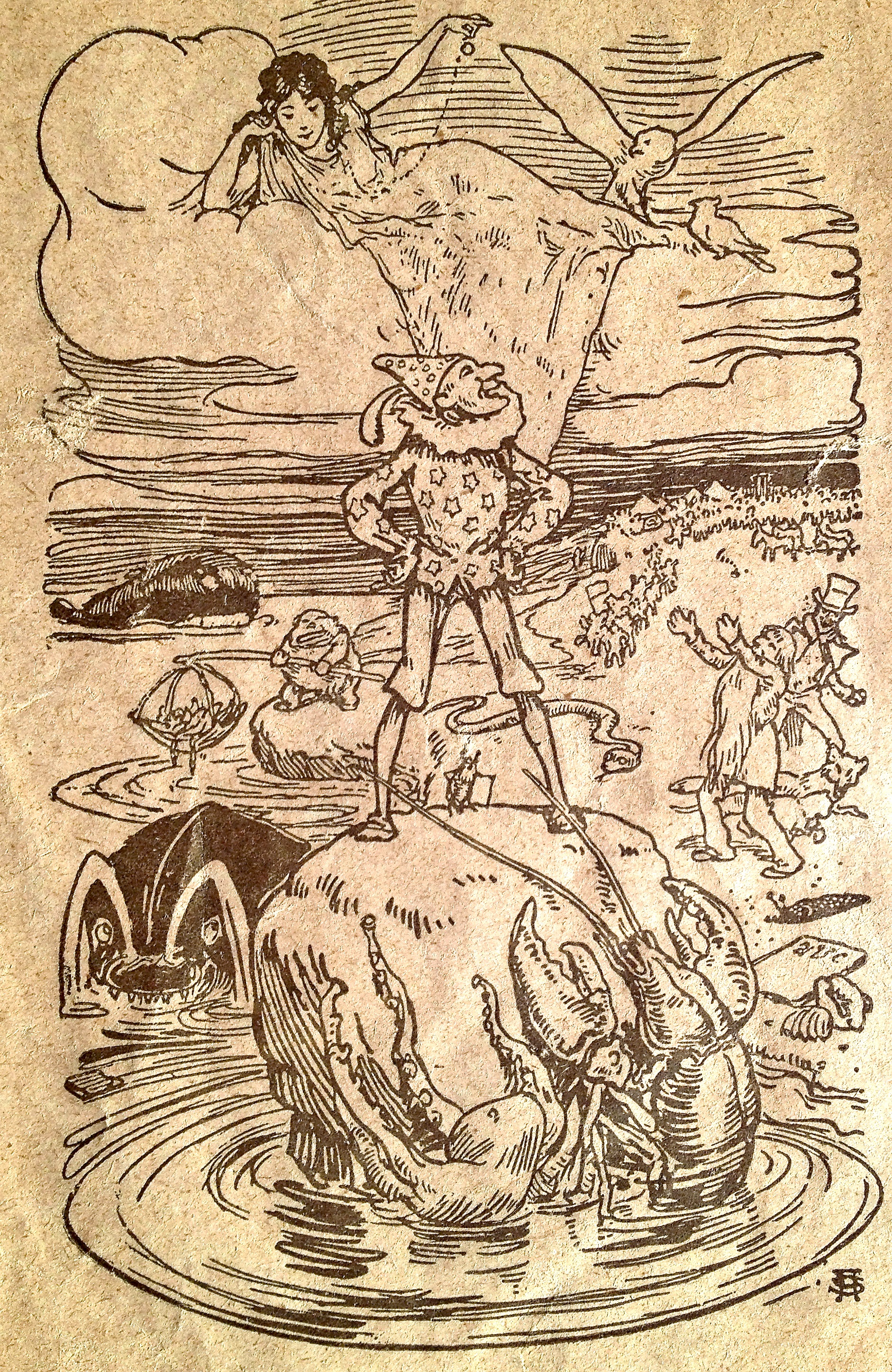
Illustration zum Titelblatt
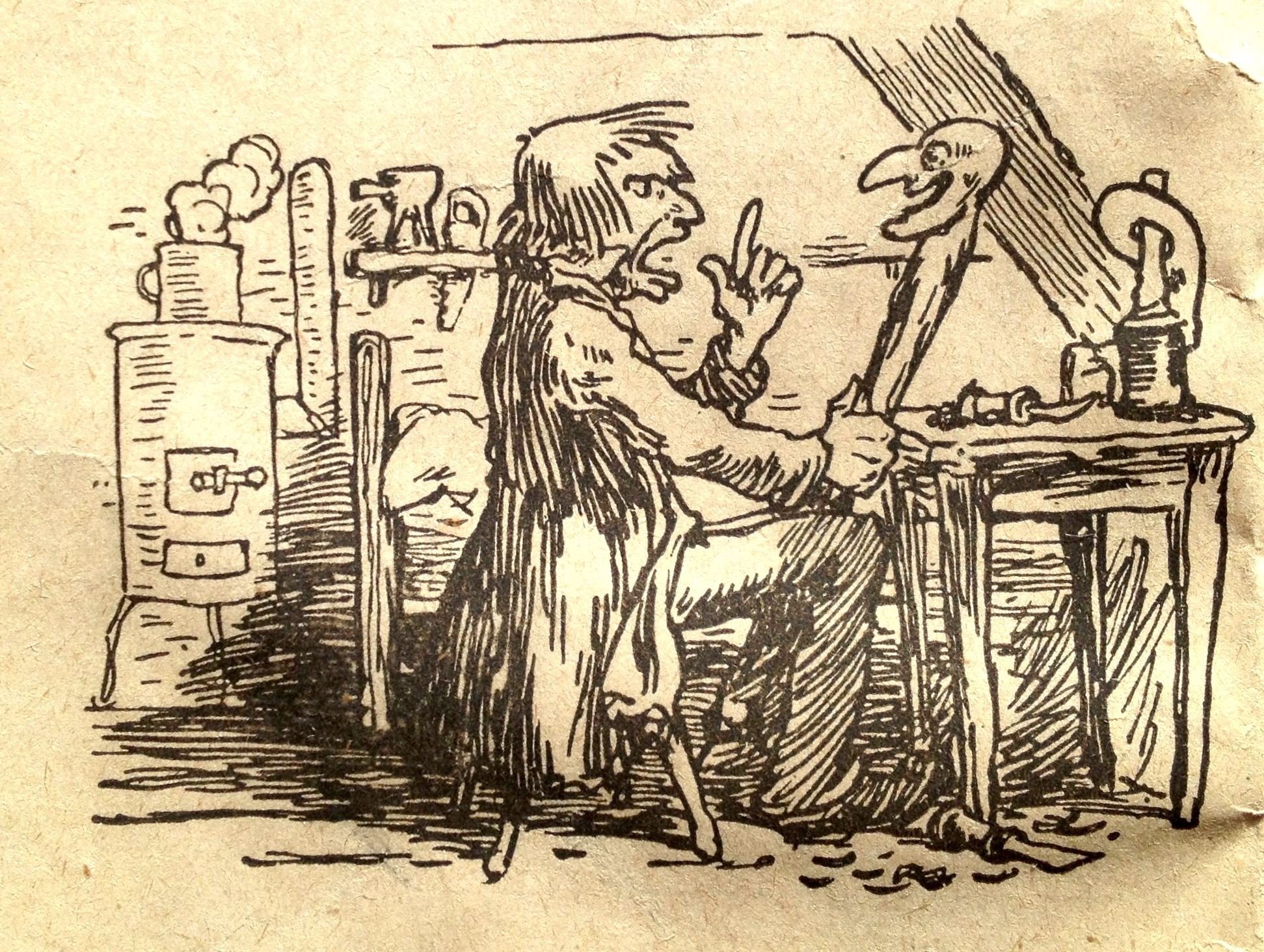
Zäpfel Kern wird erschaffen
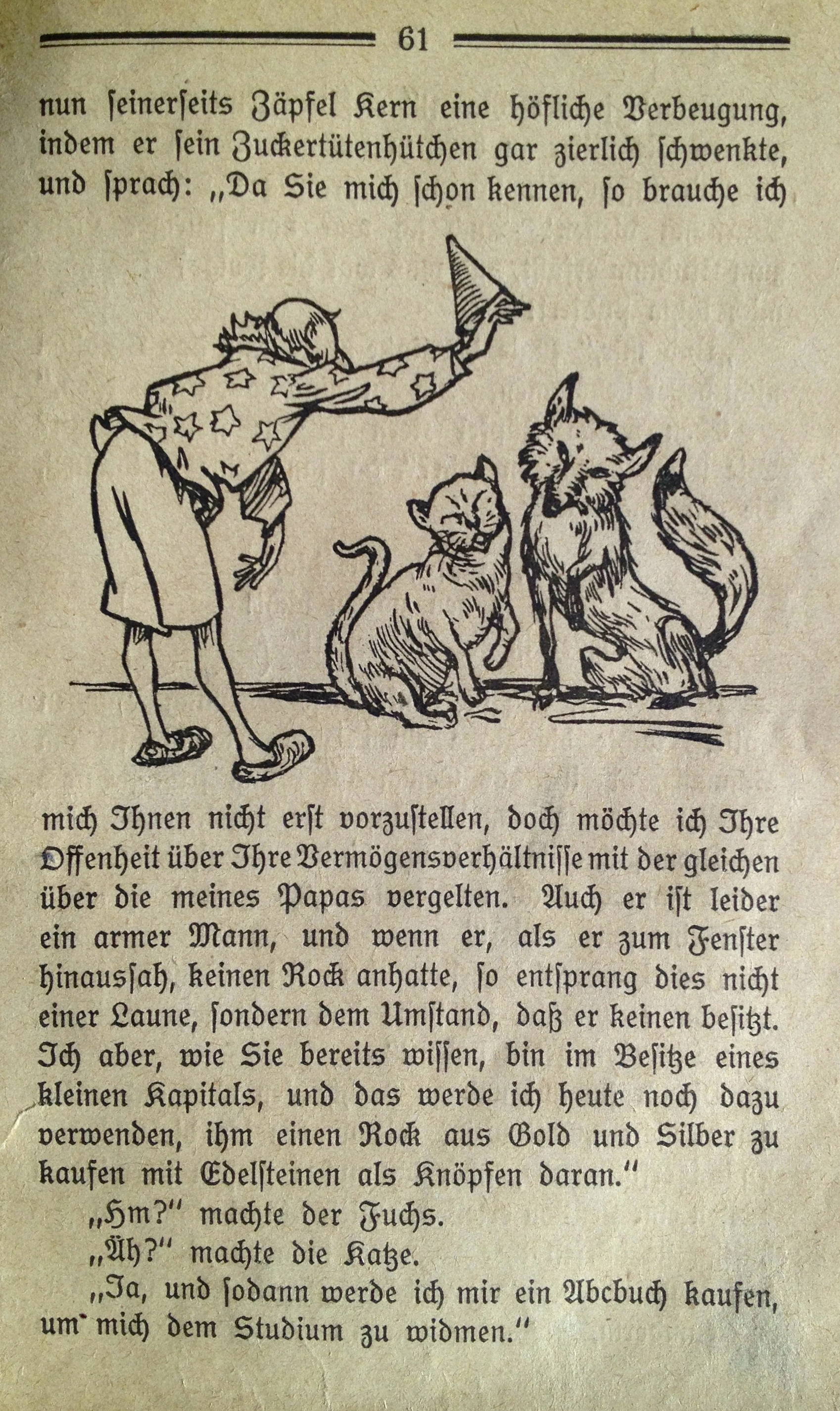
Zäpfel begegnet dem Fuchs und der Katze
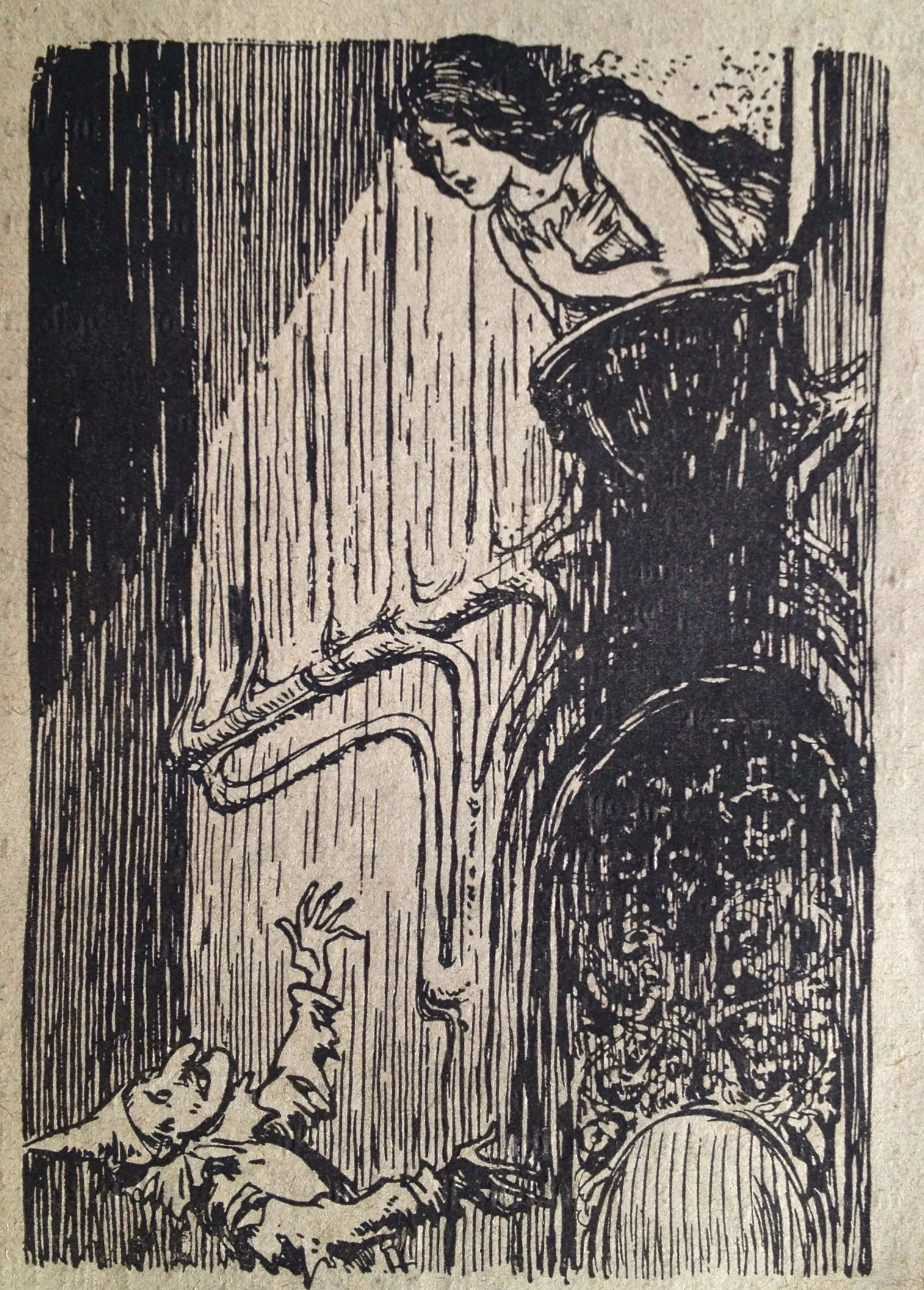
Frau Dschemma

## Ausgaben
- Zäpfel Kerns Abenteuer. Eine deutsche Kasperlegeschichte in 43 Kapiteln. Frei nach Collodis italienischer Puppenhistorie Pinocchio. Mit 45 Zeichnungen von Arpad Schmidhammer. Schaffstein, Köln 1905.
- Zäpfel Kerns Abenteuer. Illustrationen von Manfred Bofinger. Kinderbuchverlag, Berlin 1988 (3. Aufl. der Taschenbuchausgabe), ISBN 3-358-01040-6.